# Wayde van Niekerk
Wayde van Niekerk (Cidade do Cabo, 15 de julho de 1992) é um velocista campeão olímpico, mundial e recordista mundial sul-africano que compete em provas de 200 metros e 400 metros.
Começou em esportes na adolescência usando sua velocidade natural no rugby, na escola primária na Cidade do Cabo,  antes de mudar para o atletismo. Estreou em competições internacionais aos 18 anos no Campeonato Mundial Júnior de Atletismo de 2010, no Canadá, com um quarto lugar nos 200 m e um recorde pessoal de 21.02. Sua primeira vitória como adulto foi no Campeonato Sul-africano de Atletismo, em 2011, com uma melhor marca pessoal de 20.57. No ano seguinte participou esparsamente de corridas e fez um mudança para os 400 m, onde conseguiu o tempo de 46.43.
Em 2013, van Niekerk se estabeleceu como corredor de 400 metros, ganhando o título do Campeonato Sul-africano nesta distância em 45.99, seguido de uma vitória no Meeting Grand Prix IAAF de Dakar, etapa do circuito da Diamond League. Na Europa, ficou em segundo lugar para o campeão olímpico Kirani James numa prova no Golden Spike Ostrava, na República Tcheca, melhorando sua marca pessoal para 45.09. Participando da Universíada de Verão de 2013 não conseguiu classificação para a final mas conquistou uma medalha de bronze integrando o revezamento 4x400 m da África do Sul. Seus resultados lhe deram um lugar na equipe sul-africana de atletismo para o Mundial de Moscou 2013, onde não conseguiu classificação para a final dos 400 m.
Conquistando o título nacional sul-africano em 2014, ele competiu no Adidas Grand Prix, em Nova York, etapa da Diamond League, onde ficou em segundo atrás do norte-americano LaShawn Merritt, mas estabelecendo novo recorde sul-africano para os 400 m, 44:38. Seguiu-se a esta prova novo recorde pessoal nos 200 m – 20.19 – conquistados no Athletissima, em Lausanne, Suíça. No ano seguinte, foi novamente segundo lugar para James nos 400 m dos Jogos da Commonwealth de 2014, ganhando sua primeira medalha a nível internacional como adulto.
Sua primeira vtória num envento global veio no Campeonato Mundial de Atletismo de Pequim 2015, onde venceu em 43.48, sexta melhor marca do mundo, derrotando Kirani James e LaShawn Merritt, para quem até então apenas havia perdido.
No ano seguinte, suas conquistas o fizeram porta-bandeira do país na abertura dos Jogos Olímpicos de 2016, no Rio de Janeiro. Nestes Jogos teve o melhor momento de sua carreira, ao vencer a prova em 43.03, novo recorde mundial e olímpico, quebrando a antiga marca de 43.18, estabelecida por Michael Johnson no Campeonato Mundial de Atletismo de 1999, em Sevilha, Espanha.
Em junho de 2017 ele também quebrou o recorde mundial da distância não-olímpica e raramente disputada de 300 metros – 30.81 – no Golden Spike Meeting em Ostrava, na República Tcheca.
Em Londres 2017 foi bicampeão mundial dos 400 m e conquistou uma medalha de prata nos 200 m rasos.

## Recordes
Os seus recordes pessoais são de 9.94 nos 100 m, 19.84 nos 200 m e 43.03 nos 400 m, este último recorde mundial. É ainda um dos únicos atletas a correr os 100 metros em menos de 10 segundos, os 200 metros em menos de 20 segundos e os 400 metros em menos de 44 segundos.